# Anna Trenner
Anna Trenner, auch Annie Trenner, (vor 1891 in Baden bei Wien – nach 1902) war eine österreichische Theaterschauspielerin.

## Leben
Trenner begann ihre schauspielerische Tätigkeit 1891 in Pressburg, wo sie zwei Jahre wirkte. Dann kam sie nach Graz, wo sie bis 1896 das Fach der ersten Liebhaberinnen vertrat und 1897 nach Berlin, gastierte dort auf Engagement am Deutschen Theater als „Zoë“, „Phöbe“, „Perfida“, „Nymphos“, „Zenobia“ in Meister von Palmyra und gehörte diesem Kunstinstitute bis mindestens 1902 an.
Trenner galt als sehr verwendbare Schauspielerin und wurde als Utilité geschätzt. Ihr eigentliches Fach waren die Salondamen, auch kreierte sie die „Frau des Glockengießers“ in der allerersten Aufführung der Versunkenen Glocke am 2. Dezember 1896 am Deutschen Theater Berlin. Sie beteiligte sich an Gastspielen des Deutschen Theaters in Wien und Budapest.